# Der Stellvertreter (1918)
Der Stellvertreter ist ein deutscher Detektivfilm der Filmreihe Stuart Webbs aus dem Jahr 1918. Die Titelrolle spielt Ernst Reicher, der den Film auch produzierte. Regie führte Manfred Noa.

## Handlung
Der von zahlreichen Frauen umschwärmte Fürst Damilo von Cardanien möchte in sein streng abgeschirmtes und überwachtes Heimatland zurückreisen, um dort die Regentschaft anzutreten. Um unerkannt reisen zu können, bittet der Herrscher in spe Stuart Webbs, für eine Weile in seine Rolle zu schlüpfen, während er sich verkleidet absetzt. Der Detektiv hat alle Mühe, die zahlreichen Menschen, die sich in seiner Rolle als Fürst Damilo um ihn scharen wollen, darunter auch einen Detektivkollegen namens Sanftlieb, auf Abstand zu halten. Mit Hilfe des Gesandten Cartagi kann er jedoch die Fürstenstellung glaubhaft solange einnehmen, bis der wahre Regent seine Heimat erreicht hat.

## Produktionsnotizen
Der Stellvertreter, in Österreich: Sein Stellvertreter, passierte die Filmzensur im November 1918 und wurde am 13. Dezember 1918 am U.T. Kurfürstendamm uraufgeführt. Der vieraktige Film besaß 1308 Meter Länge und wurde mit Jugendverbot belegt. In Österreich wurde der Film 1919 unter dem leicht veränderten Titel Sein Stellvertreter herausgebracht.

## Kritik
In Paimann’s Filmlisten ist zu lesen: „Stoff und Photos recht gut. Spiel und Szenerie sehr gut.“